# Лаутала (Фиджи)
Лаутала — небольшой остров Фиджи, в настоящее время находящийся в частной собственности.

## География
Остров длиной 5 км и шириной 3 км и площадью 12 км² окружён рифом.
Основную часть острова занимает горный хребет вулканического происхождения высотой до 100 метров. Холмистая часть острова в основном холмистая, однако в некоторых местах простирается равнина. На большей части острова острове произрастают тропические леса, только на равнинах можно встретить пальмовые плантации.

## История
Остров был открыт Абелем Тасманом в 1643 году. В 1874 году король Фиджи, Такомбау, продал остров европейцам. Пока остров был во владении британцев, британские плантаторы производили на нём копру.
В 1972 году американский магнат Малколм Форбс выкупил остров за 1 миллион долларов, и остров начал называться «Островом Форбса» (англ. Forbes Island). На острове открылись несколько коттеджей для туристов.
В 2000 году, через десять лет после смерти Форбса, туристический бизнес на острове был закрыт.
В 2003 году наследник Форбса и основатель фирмы Red Bull, Дитрих Матешиц, выкупил остров за 10 миллионов евро. К 2008 году остров преобразовался в один из самых роскошных тихоокеанских курортов.